# Svatý Xaverius
Svatý Xaverius je romaneto Jakuba Arbesa, vydané knižně poprvé v roce 1873, pravděpodobně nejznámější Arbesovo dílo. Jedná se o vědecko-detektivní dílo s fantastickými prvky. Typické je pro děj nastolení neuvěřitelné záhady, která je poté však vyvrácena nějakým logickým vysvětlením, které je jednoduché a celou věc banalizuje. Dílo má romantické i realistické prvky.

## Hlavní postavy
- Vypravěč – slouží zároveň jako hlavní postava. V textu nikde neuvádí svoje jméno.
- Xaverius – neznámý člověk, kterého Arbes potká v chrámu sv. Mikuláše, vypráví mu svůj příběh, stávají se přáteli. Xaverius je podle knihy velmi podobný Svatému Xaveriovi (na obraze). Xaverius je racionálně uvažující, cílovědomě jednající člověk.

## Děj
Celý děj se točí okolo skutečného barokního oltářního obrazu Smrt svatého Xaveria v kostele svatého Mikuláše na Malé Straně. Díky tomu se velká část knihy odehrává právě v tomto chrámu, v kapli před oltářem. Dílo se dějem vrací do doby od konce Bachova absolutismu do šedesátých let. Autor kombinuje literární postupy chronologický a retrospektivní.

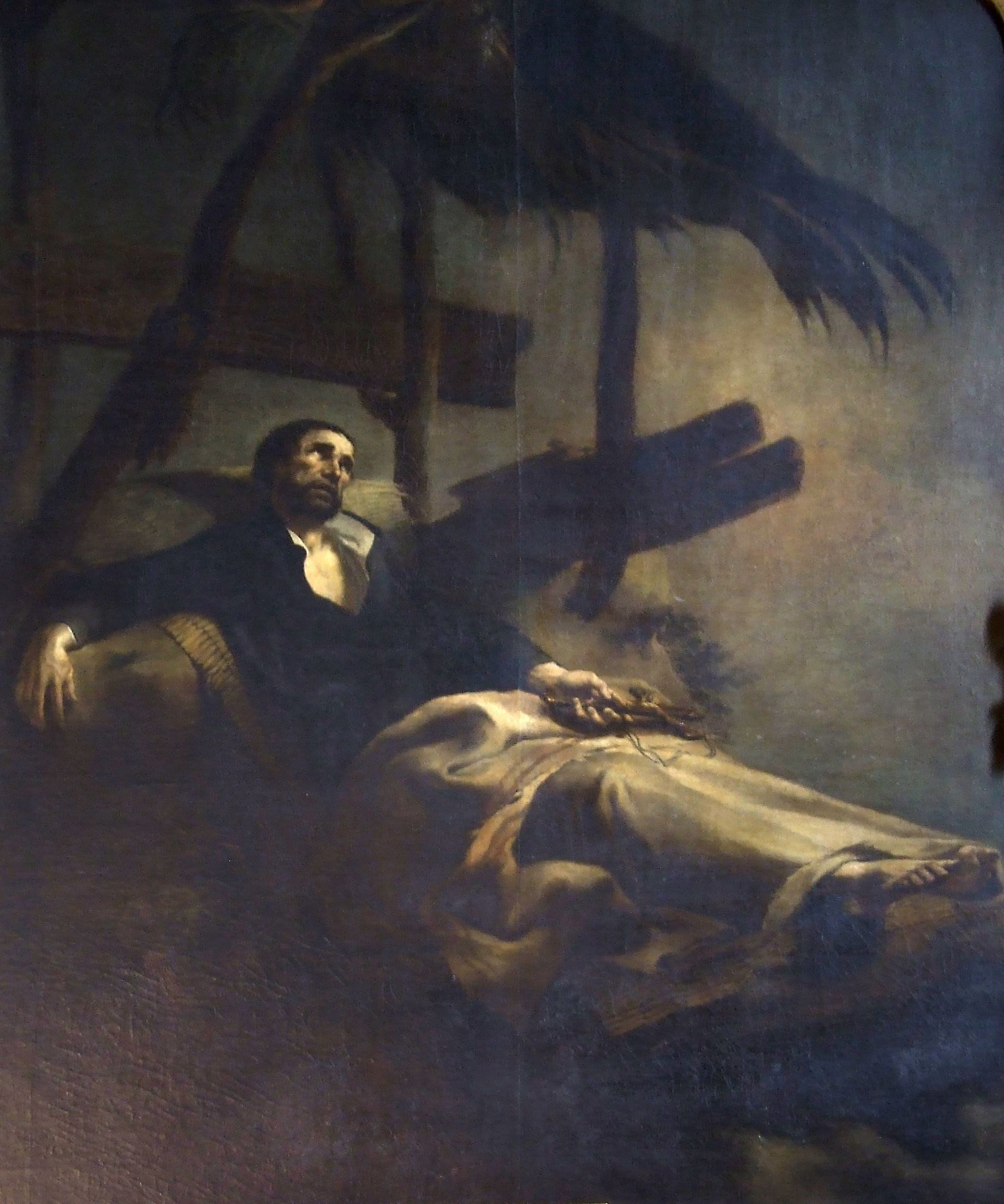
František Xaver Palko: Smrt svatého Xaveria (kolem 1750), oltářní obraz v kostele svatého Mikuláše na Malé Straně.

Děj začíná ve Svatomikulášském chrámu. Vypravěč se prochází se svým přítelem, malířem z Vídně po pražských kostelech s pozoruhodnými obrazy a zastavují se v chrámu. Kritizují žalostný stav poznání českého malířství, o kterém se ve světě málo ví. Za světovou neznalost viní Němce, kteří ve svých publikacích české malíře a jejich díla buďto vůbec nezmiňují, nebo jen jako okrajovou poznámku. Světové velmoci jako Francie a Anglie jsou pak příliš daleko, a tak čerpají právě z německých zdrojů. Dohodnou se na plánu pořídit barvotiskové kopie všech významných obrazů z pražských kostelů a vydat je ve vázaném albu.
Přítel však odjel a z plánu sejde. Po několika měsících zavítá vypravěč znovu do kostela a je v něm omylem zavřen. Zde se setkává poprvé s Xaveriem. Vypravěč zatím jeho jméno nezná, první setkání navíc nedopadlo přátelsky – když pro vypravěče neznámý muž přijde před obraz a vytáhne podezřelý stříbrný předmět a stoupne si přímo k obrazu, strhne se potyčka. Vypravěč se domnívá, že muž drží nůž a obraz chce zničit. Ukáže se však, že jde pouze o kružítko, Xaverius se snaží obraz překreslit.
Po několika nedůvěřivých setkáních se konečně stávají přáteli. Xaverius při jedné společné návštěvě začne vypravěči líčit svůj příběh. Dozvídáme se, že se jmenuje Xaverius, jméno mu vybrala jeho babička. Xaverius pochází z bigotně katolické rodiny, jeho matka i babička byly velmi zbožné, zasvětily celý svůj život obrazu svatého Xaveria. Xaveriova babička jako mladá pracovala u malíře obrazu Františka Balka (František Xaver Palko), těsně před smrtí jí malíř vyzradil tajemství ukryté v obrazu. „Obraz umírajícího svatého Xaveria nebyl malován pouze pro oko a pro povznesení mysli zbožných křesťanů. Je v něm více, nežli bývá v obrazech největších mistrů, je v něm cosi, nad čímž by tisícové s pohrdáním krčili ramenoma, z čehož však by přece mohla vzejíti spása milionům …
Kdo dovede třeba po léta dlíti před obrazem tím, kdo upne veškerou svou mysl na obraz, aby tajemství v obrazu skryté vypátral a komu se podaří tajemství to vypátrati, nemůže zůstati pro lidstvo bez ceny, neboť duch jeho nabude oné síly a průpravy, jaké je potřebí k obrovskému dílu na prospěch veškerého lidstva.
Jediné však věci je především třeba: Vytrvalosti a železné vůle. Kdo těmito obrněn bude před obrazem dlíti, by vypátral tajemství obrazu, tomu svatý Xaverius zjeví neocenitelný poklad.“ Tak zní poslední slova malíře. Babička uvěří a zasvětí obrazu celý život, pravidelně se k němu chodí modlit. Tuto zbožnost pak předá své dceři, stejně tak se pak víra přenáší i na Xaveria.
Mladý Xaverius již však náboženskému vysvětlení nevěří, věří spíše na rozum, jeho obory jsou logika a matematika. Celý život se tak snaží vypátrat pomocí matematiky tajemství, o němž je přesvědčen, že mu přinese veliké bohatství. Jeho celoživotní práce vrcholí ve chvíli, kdy jsou s vypravěčem skvělí přátelé. Xaverius vyluští jakýsi plánek, který vede do Malvazinské vinice za Smíchovem. Oba jsou přesvědčeni, že najdou poklad.
Ještě tu noc, kdy Xaverius vyluští mapku, se vydávají na výpravu do Malvazinek a na určeném místě začnou kopat. Nacházejí pár vzácných kamenů a tak horlivě pokračují. Nedopatřením se však od zahozené sirky vznítí suchá tráva. Požár je po chvíli uhašen, Xaverius však blouzní, vidí v ohni postavu Svatého Xaveria a utíká i s vykopaným pokladem.
Příběh pokračuje o tři roky později, vypravěč vstupuje do redakce Národních listů a je kvůli některým článkům vězněn. V roce 1868 má vypravěč nastoupit do věznice ve Vídni, setkává se znovu se svým přítelem z Vídně. Do věznice nastupuje s vidinou, že za tři dny proběhne amnestie. Ve věznici se potkává s Xaveriem, který je vězněn za podezření z krádeže v Svatomikulášském chrámu. Omlouvá se vypravěči za úprk, že prý blouznil a že se mu zdálo, jak z ohně vystupuje Svatý Xaverius a říká mu, aby prchl. Později zjistil, že v truhle nic cenného není. Vypravěč si po vyprávění vzpomíná, že datum, kdy měl Xaverius spáchat krádež vychází přesně na noc, kdy kopali poklad. Zasazuje se proto o jeho propuštění a s pomocí přítele z Vídně pro něj získá propuštění. Xaverius je však těžce nemocný, trápí ho tuberkulóza. V den jejich společného propuštění Xaverius umírá.
Na konci se ještě vypravěč přiznává, jak se poté pokusil zničit obraz, který zapříčinil smrt jeho přítele.

## Umělecké rozhraní
Dílo stojí na pomezí realismu a romantismu, obsahuje jak romantické, tak realistické prvky.

### Realistické prvky
- Vlastenecký úvod, oplakávání českého malířství
- Logické vyřešení záhad
- Realistické vyobrazení postav
- Dlouhé popisné pasáže

### Romantické prvky
- Rozvrácený hlavní hrdina
  - Xaverius z pochybné bigotní rodiny, neznámý otec i děd, poblouzněný představami
- Prostředí nočního kostela, noční výprava do Malvazinek
- Líčení přírody při cestě za pokladem
- Tragický konec – hrdina umírá, poklad není poklad, promarněný život